# Keisuke Kurouji
Keisuke Kurouji (japanisch 黒氏 啓介 Kurouji Keisuke; * 6. April 1991 in der Präfektur Chiba) ist ein ehemaliger japanischer Fußballspieler.

## Karriere
Kurouji erlernte das Fußballspielen in der Schulmannschaft der Yachiyo High School und der Universitätsmannschaft der Fukuoka-Universität. Seinen ersten Vertrag unterschrieb er 2014 bei YSCC Yokohama. Der Verein spielte in der dritthöchsten Liga des Landes, der J3 League. Für den Verein absolvierte er 12 Ligaspiele. Ende 2015 beendete er seine Karriere als Fußballspieler.